# Boris de Schloezer

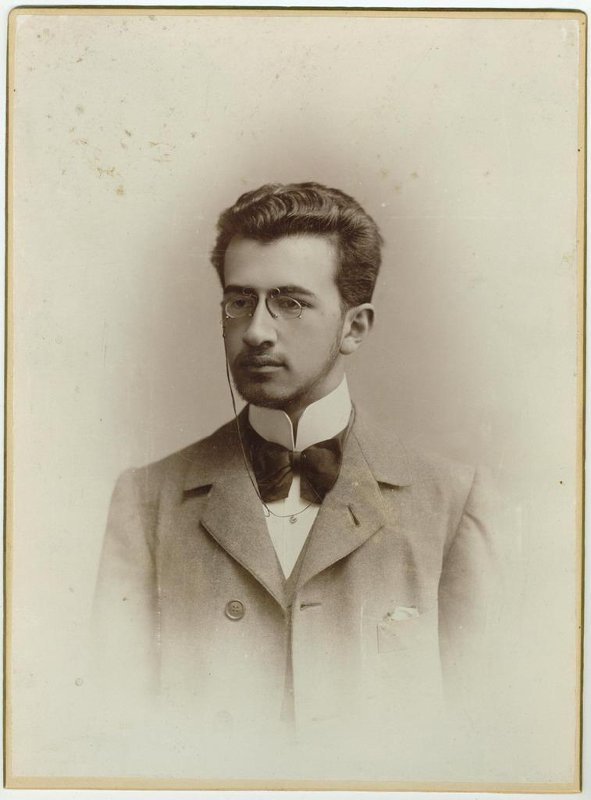
Boris de Schloezer (1902)

Boris de Schloezer (russisch Борис Фёдорович Шлёцер/ Boris Fjodorowitsch Schlözer, wiss. Transliteration Boris Fëdorovič Šlëcer, auch Борис де Шлёцер, wiss. Transliteration Boris de Šlëcer; * 8. Dezember 1881 in Witebsk; † 7. Oktober 1969 in Paris) war ein russisch-französischer Übersetzer und Musikwissenschaftler deutsch-belgischer Herkunft.

## Leben
Boris de Schloezer stammt väterlicherseits aus der deutschen Familie Schlözer. Sein Vater Fjodor Juljewitsch Schloezer (1842–1906) war als Jurist nach Witebsk gekommen, wo Boris 1881 geboren wurde.
Nach der Oktoberrevolution emigrierte er nach Paris, wo er bis zu seinem Lebensende blieb.
Boris de Schloezer machte sich vor allem als Vermittler russischer Musik und Philosophie einen Namen. Schon 1919 schrieb er eine grundlegende Einführung in das Werk Alexander Skrjabins, der mit seiner Schwester Tatiana de Schloezer (1883–1922) verheiratet war. Im französischen Exil übersetzte er Lew Tolstoi und Gogol. Besonders eng war er dem Philosophen Leo Schestow verbunden, dessen Werk er durch die Übersetzung ins Französische erst im Westen bekannt machte. Seine Einführung zu Johann Sebastian Bach wurde in mehrere Sprachen übersetzt.

## Werke
- Boris F. Schloezer: A. Skrjabin. Berlin o. J. (französisch unter dem Titel Alexandre Scriabine, Paris 1975, englisch Scriabin : artist and mystic, Oxford 1987)
- Entwurf einer Musikästhetik. Zum Verständnis von Johann Sebastian Bach. Aus dem Französischen übertragen von Horst Leuchtmann. Hamburg/München: Ellermann 1964.